# كاتارينا إكلوند
كاتارينا إكلوند (بالسويدية: Catarina Eklund)‏ هي متسابقة بياثل سويدية، ولدت في 19 يناير 1970 في Charlottenberg, Germany ‏ في ألمانيا.

## وصلات خارجية
- كاتارينا إكلوند على موقع IBU (الإنجليزية)
- كاتارينا إكلوند على موقع أوليمبيديا (الإنجليزية)
- كاتارينا إكلوند على موقع اللجنة الأولمبية السويدية (السويدية)